# Greenhouse Academy
Greenhouse Academy ist eine von Netflix produzierte Serie, die auf einer israelischen Fernsehsendung The Greenhouse (Ha-Hamama) von Giora Chamizer, basiert. Die Serie wurde für internationale Zuschauer von Giora Chamizer und Paula Yoo adaptiert. Die erste Staffel erschien am 8. September 2017 auf Netflix, die zweite am 14. Februar 2018, die dritte am 25. Oktober 2019 und die vierte und letzte Staffel am 20. März 2020.

## Handlung
Acht Monate nachdem Hayley und Alex Woods ihre Mutter verloren haben – die als Astronautin auf einem Einsatz in einer explodierenden Rakete gestorben ist – treten die beiden einer Schule für zukünftige Führungskräfte bei. Sie werden beide zwei konkurrierenden Häusern zugeteilt.
Bald geraten ein paar Schüler von beiden Häusern in eine geheime Ermittlung. Sie entdecken eine tödliche Geschichte und nur wenn sie zusammenarbeiten, werden sie es schaffen, das Vorgehen zu stoppen.

## Besetzung und Synchronisation
Die deutsche Synchronisation entstand nach einem Dialogbuch von Stefan Kaiser und Karin Rettinghaus unter der Dialogregie von Stefan Kaiser durch die Synchronfirma VSI Synchron GmbH in Berlin.

### Hauptdarsteller
| Rolle           | Schauspieler                                             | Synchronsprecher                           |
| --------------- | -------------------------------------------------------- | ------------------------------------------ |
| Hayley Woods    | Ariel Mortman                                            | Giovanna Winterfeldt                       |
| Alex Woods      | Finn Roberts                                             | Sebastian Kluckert                         |
| Daniel Hayward  | Chris O’Neal                                             | Ricardo Richter                            |
| Leo Cruz        | Dallas Hart                                              | Amadeus Strobl                             |
| Sophie Cardona  | Cinthya Carmona                                          | Lisa May-Mitsching                         |
| Brooke Osmond   | Grace Van Dien (Staffel 1–2) Danika Yarosh (Staffel 3–4) | Maximiliane Häcke                          |
| Max Miller      | Benjamin Papac                                           | Dirk Petrick                               |
| Jackie Sanders  | Jessica Amlee                                            | Josephine Schmidt                          |
| Parker Grant    | BJ Mitchell                                              | Sebastian Fitzner                          |
| Emma Geller     | Aviv Buchler (Staffel 1–2) Dana Melanie (Staffel 3–4)    | Olivia Büschken Daniela Molina (Staffel 3) |
| Carter Woods    | Ishai Golan                                              | Uwe Büschken                               |
| Ryan Woods      | Selina Giles                                             | Gundi Eberhard                             |
| Jason Osmond    | Yiftach Mizrahi                                          | Sven Fechner                               |
| Suzanne McGill  | Nitzan Levartovsky                                       | Tanja Schmitz                              |
| Louis Osmond    | Parker Stevenson                                         | Viktor Neumann                             |
| Judy Hayward    | Nadine Ellis                                             | Diana Borgwardt                            |
| Eric Simmons    | Yuval Yanai                                              | Wolfgang Wagner                            |
| Aspen Fairchild | Reina Hardesty                                           | Esra Vural                                 |
| Enzo            | Rafael Cebrian                                           |                                            |

### Nebendarsteller
| Rolle            | Schauspieler           | Synchronsprecher     |
| ---------------- | ---------------------- | -------------------- |
| Michelle Wallace | Efrat Dor              | Susanne Geier        |
| Meredith         | Natalie Berkowitz      |                      |
| Owen             | Dean Gerber            |                      |
| Seth             | Jake Miller            | Lasse Dreyer         |
| Tammy            | Stephanie Troyak       | Jenny Löffler        |
| Becca            | Amit Yagur             | Josefin Hagen        |
| Coach Davies     | Zvika Fohrman          | Thomas Schmuckert    |
| Kyle             | Jonathan Miller        | Peter Sura           |
| Marcus           | Maayan Bloom           | Christoph Banken     |
| David Diggs      | Errol Trotman Harewood | Hans-Eckart Eckhardt |
| FBI-Agent Perry  | Iftach Ophir           | Sven Fechner         |
| Brandon Thomas   | Aaron Kaplan           | Martin Schubach      |

## Produktion
Greenhouse Acadamy ist eine originale Netflix-Serie, basierend auf der israelischen Fernsehsendung The Greenhouse (Ha-Hamama), welche auf Nickelodeon Israel ausgestrahlt wird. Beide Versionen wurden von Giora Chamizer entwickelt und von Nutz Productions, eine Unterfirma von Ananey Communications, produziert.
Die vier Staffeln bestehen zusammen insgesamt aus 40 Folgen. Die Serie wurde im Sommer 2016 in Tel Aviv und anderen Orten in Israel verfilmt.
Die erste Staffel wurde am 8. September 2017 auf Netflix veröffentlicht, die zweite folgte am 14. Februar 2018, die dritte am 25. Oktober 2019 und die vierte am 20. März 2020.

## Episodenliste

### Staffel 1
| Folge in Serie | Folge in Staffel | Titel                   | Regisseur      | Geschrieben von            | Offizielle Veröffentlichung |
| -------------- | ---------------- | ----------------------- | -------------- | -------------------------- | --------------------------- |
| 1              | 1                | Pilot                   | Roee Florentin | Giora Chamizer & Paula Yoo | 8. September 2017           |
| 2              | 2                | Die Herausforderung     | Roee Florentin | Giora Chamizer & Paula Yoo | 8. September 2017           |
| 3              | 3                | Einbruch                | Roee Florentin | Giora Chamizer & Paula Yoo | 8. September 2017           |
| 4              | 4                | Privatvorführung        | Roee Florentin | Giora Chamizer & Paula Yoo | 8. September 2017           |
| 5              | 5                | Schwarzer Rauch         | Roee Florentin | Giora Chamizer & Paula Yoo | 8. September 2017           |
| 6              | 6                | Der Captain             | Roee Florentin | Giora Chamizer & Paula Yoo | 8. September 2017           |
| 7              | 7                | Schwimmunterricht       | Roee Florentin | Giora Chamizer & Paula Yoo | 8. September 2017           |
| 8              | 8                | Die Außenseiterin       | Roee Florentin | Giora Chamizer & Paula Yoo | 8. September 2017           |
| 9              | 9                | Steph                   | Roee Florentin | Giora Chamizer & Paula Yoo | 8. September 2017           |
| 10             | 10               | Gutes-Gewissen-Cupcakes | Roee Florentin | Giora Chamizer & Paula Yoo | 8. September 2017           |
| 11             | 11               | Great Scott             | Roee Florentin | Giora Chamizer & Paula Yoo | 8. September 2017           |
| 12             | 12               | DFB                     | Roee Florentin | Giora Chamizer & Paula Yoo | 8. September 2017           |

### Staffel 2
| Folge in Serie | Folge in Staffel | Titel                      | Regisseur      | Geschrieben von            | Offizielle Veröffentlichung |
| -------------- | ---------------- | -------------------------- | -------------- | -------------------------- | --------------------------- |
| 13             | 1                | Der Notauswurf-Mechanismus | Roee Florentin | Giora Chamizer & Paula Yoo | 14. Februar 2018            |
| 14             | 2                | Der Kunde                  | Roee Florentin | Giora Chamizer & Paula Yoo | 14. Februar 2018            |
| 15             | 3                | Ein freier Tag             | Roee Florentin | Giora Chamizer & Paula Yoo | 14. Februar 2018            |
| 16             | 4                | Füreinander bestimmt       | Roee Florentin | Giora Chamizer & Paula Yoo | 14. Februar 2018            |
| 17             | 5                | Surfunterricht             | Roee Florentin | Giora Chamizer & Paula Yoo | 14. Februar 2018            |
| 18             | 6                | Der Workshop               | Roee Florentin | Giora Chamizer & Paula Yoo | 14. Februar 2018            |
| 19             | 7                | Die Spirale                | Roee Florentin | Giora Chamizer & Paula Yoo | 14. Februar 2018            |
| 20             | 8                | Mehr als ein Verdacht      | Roee Florentin | Giora Chamizer & Paula Yoo | 14. Februar 2018            |
| 21             | 9                | Führungsqualitäten         | Roee Florentin | Giora Chamizer & Paula Yoo | 14. Februar 2018            |
| 22             | 10               | Kyle                       | Roee Florentin | Giora Chamizer & Paula Yoo | 14. Februar 2018            |
| 23             | 11               | Falsche Entscheidungen     | Roee Florentin | Giora Chamizer & Paula Yoo | 14. Februar 2018            |
| 24             | 12               | Nach Hause                 | Roee Florentin | Giora Chamizer & Paula Yoo | 14. Februar 2018            |

### Staffel 3
| Folge in Serie | Folge in Staffel | Titel                    | Regisseur | Geschrieben von               | Offizielle Veröffentlichung |
| -------------- | ---------------- | ------------------------ | --------- | ----------------------------- | --------------------------- |
| 25             | 1                | Die Wanderung            | Amir Mann | Giora Chamizer & Janae Bakken | 25. Oktober 2019            |
| 26             | 2                | Die Untersuchung         | Amir Mann | Giora Chamizer & Janae Bakken | 25. Oktober 2019            |
| 27             | 3                | Die perfekte Lösung      | Amir Mann | Giora Chamizer & Janae Bakken | 25. Oktober 2019            |
| 28             | 4                | Dein neuer bester Freund | Amir Mann | Giora Chamizer & Janae Bakken | 25. Oktober 2019            |
| 29             | 5                | Alter Kram               | Amir Mann | Giora Chamizer & Janae Bakken | 25. Oktober 2019            |
| 30             | 6                | Ein Brocken Mondgestein  | Amir Mann | Giora Chamizer & Janae Bakken | 25. Oktober 2019            |
| 31             | 7                | Schnappt die Fahne       | Amir Mann | Giora Chamizer & Janae Bakken | 25. Oktober 2019            |
| 32             | 8                | Piep piep piep           | Amir Mann | Giora Chamizer & Janae Bakken | 25. Oktober 2019            |

### Staffel 4
| Folge in Serie | Folge in Staffel | Titel                             | Regisseur | Geschrieben von | Offizielle Veröffentlichung |
| -------------- | ---------------- | --------------------------------- | --------- | --------------- | --------------------------- |
| 33             | 1                | Stein für Stein                   | k. A.     | k. A.           | 20. März 2020               |
| 34             | 2                | Kurz und schmerzvoll              | k. A.     | k. A.           | 20. März 2020               |
| 35             | 3                | Kein vollkommen schlechter Mensch | k. A.     | k. A.           | 20. März 2020               |
| 36             | 4                | Gummibärchen und Briefe           | k. A.     | k. A.           | 20. März 2020               |
| 37             | 5                | Cortinarius Orellanus             | k. A.     | k. A.           | 20. März 2020               |
| 38             | 6                | 100 %                             | k. A.     | k. A.           | 20. März 2020               |
| 39             | 7                | Zimmer 205                        | k. A.     | k. A.           | 20. März 2020               |
| 40             | 8                | Der Kunde                         | k. A.     | k. A.           | 20. März 2020               |